# Cottus princeps
Cottus princeps és una espècie de peix pertanyent a la família dels còtids.

## Descripció
- Fa 7 cm de llargària màxima (normalment, en fa 5,5).[1][2][3]

## Hàbitat
És un peix d'aigua dolça, demersal i de clima temperat (43°N-42°N).

## Distribució geogràfica
Es troba a Nord-amèrica: llacs Klamath i Agency (Oregon, els Estats Units).

## Observacions
És inofensiu per als humans.